# SHISHAMO 3
《SHISHAMO 3》是日本摇滚乐队SHISHAMO的第3张原创专辑，于2016年3月2日发行。

## 简介
SHISHAMO在2016年1月4日举办的SHISHAMO NO BUDOKAN!!!日本武道馆演唱会中宣布了将要发行这张专辑的消息。
与上一张专辑《SHISHAMO 2》时隔近1年，新专辑《SHISHAMO 3》共收录包括单曲《热带夜》、《你与滑雪场》，在武道馆演出时披露的新歌《院子里的少女们》等在内的11首歌曲。专辑封面由摄影家川岛小鸟拍摄。
吉他与主唱宫崎朝子曾经说过“SHISHAMO不是一支始终保持在某种状态的乐队”，这张专辑也印证了这一句话。歌曲独特的反映了年轻一代所特有的日常生活，展现出乐队独有的创造力。
专辑发行首周获得了Oricon公信榜第7位的成绩。

## 发行
《SHISHAMO 3》于2016年3月2日发行。
- 普通盘（商品编号：XQFQ-1403）

## 收录
| CD       | CD                 | CD    |
| 曲序     | 曲目               | 时长  |
| -------- | ------------------ | ----- |
| 1.       | （抱歉，爱慕）     | 5:16  |
| 2.       | （院子里的少女们） | 5:10  |
| 3.       | （活着的女孩）     | 3:54  |
| 4.       | （笑容的旁边）     | 4:25  |
| 5.       | （手中的宇宙）     | 3:51  |
| 6.       | （估计移动距离）   | 3:20  |
| 7.       | （女人心）         | 4:33  |
| 8.       | （热带夜）         | 4:12  |
| 9.       | （旅行归来）       | 4:34  |
| 10.      | （你与滑雪场）     | 4:15  |
| 11.      | （大家的歌）       | 3:59  |
| 总时长： | 总时长：           | 47:29 |